# ガボル・ゲルゲリー
ガボル・ゲルゲリー（Gábor Gergely, 1953年6月21日 - ）は、ハンガリーのブダペスト出身の卓球選手。1970年代から1980年代にかけての世界最高の選手の一人といわれ、ティボル・クランパ、イストヴァン・ヨニエルと共にハンガリー卓球三銃士と呼ばれた。
彼はサッカーをしていたがひざを負傷したため14歳の時に卓球を始めた。ヨーロッパ選手権で2度優勝したPéter Rózsásが彼の指導にあたった。1970年ハンガリーの代表入りを果たし1971年にはステラン・ベンクソンを破った。1975年の世界卓球選手権カルカッタ大会ではヨニエルとのダブルスで優勝、1979年の世界選手権平壌大会では団体決勝で中国を破り優勝した。また1978年のヨーロッパ選手権ではシングルス、ダブルス、団体の3冠を達成した。また同年のヨーロッパトップ12でも優勝している。
私生活では1973年に結婚して娘が2人いる。

## 主な戦績
- 世界卓球選手権
  - 1975年 カルカッタ大会 男子ダブルス優勝（イストヴァン・ヨニエルと）
  - 1977年 バーミンガム大会 男子シングルス ベスト8
  - 1979年 平壌大会 男子シングルス ベスト8、男子団体優勝
  - 1981年 ノヴィ・サド大会 男子団体準優勝
  - 1983年 東京大会 男子団体3位

- ヨーロッパ卓球選手権
  - 1974年 ノヴィ・サド大会 男子シングルス準優勝、男子団体準優勝
  - 1978年 デュースブルク大会 男子シングルス優勝、男子ダブルス優勝（ミラン・オルロウスキと）、男子団体優勝
  - 1980年 ベルン大会 男子シングルス ベスト8、男子ダブルス ベスト4（ミラン・オルロウスキと）
  - 1982年 ブダペスト大会 男子シングルス ベスト4、男子ダブルス準優勝（イストヴァン・ヨニエルと）、男子団体優勝

- ヨーロッパトップ12
  - 1978年 プラハ大会 優勝

## その他
彼の名前、ゲルゲリーというモデルのBUTTERFLYのラケットがかつて日本でも発売されていた。